# Liste von Bergwerken im Landkreis Kusel

Kommunen im Landkreis Kusel

Die Liste von Bergwerken im Landkreis Kusel umfasst Bergwerke im Landkreis Kusel, Rheinland-Pfalz. 

## Liste

### Verbandsgemeinde Kusel-Altenglan
Bergbau am Berg Potzberg und der unmittelbaren Umgebung ging hauptsächlich auf Quecksilber um. Die Anfänge der Schurfe und Gruben liegt in der Mitte des 18. Jahrhunderts.
| Name                                   | Stadt/Gemeinde                      | Bemerkung | Lage |
| -------------------------------------- | ----------------------------------- | --- | ---- |
| Elisabeth-Grube                        | Föckelberg                          | Quecksilber; 1771 angefangen, Feldzuteilung 1773, blieb mit Unterbrechungen bis 1860 in Betrieb; nach fast 20-jähriger Pause erfolgte 1879 eine Zusammenlegung der beiden Gruben Elisabeth und Klopwald/Hutschbach mit dem neuen Namen Rudolphs Segen, der Betrieb wurde wegen zu geringer Ausbeute kurze Zeit später endgültig aufgegeben. | Lage |
| Versuchsgrube Kloppwald und Hutschbach | Föckelberg                          | Quecksilber; 1777 begonnen, 1781 gemutet, 1879 mit Elisabeth-Grube vereint, Betriebsende in den 1880er Jahren | Lage |
| Versuchsgrube Freier Wille             | Föckelberg                          | Quecksilber; 1774 begonnen, nur wenige Jahre in Betrieb, erneute Mutung 1781, war nach 1788 in Betrieb, vor 1850 mit Grube Drei Kronen-Zug vereinigt | Lage |
| Grube Drei Kronen-Zug                  | Föckelberg                          | Quecksilber; 1776 begonnen, vor 1850 mit Grube Freier Wille vereinigt | Lage |
| Grube Drei Königs-Zug                  | Mühlbach                            | Quecksilber; 1776 begonnen, war der größte und bekannteste Betrieb, geschlossen 1865/1866; im Jahr 1805 wurden 14.187 kg Quecksilber erzeugt; besaß zwei Erbstollen zur Wasserlösung, der obere Erbstollen wurde 1780 bis 1798 aufgefahren und begann bei der Mühlbach, der untere Erbstollen 1842 begonnen; Grube wurde 1879 unter dem neuen Namen Drei Königs-Zeche wiedereröffnet, ein Abbau fand jedoch nicht mehr statt, erneute, gleichfalls erfolglose Versuche um 1907. | Lage |
| Grube Hilfe Gottes                     | Mühlbach                            | Quecksilber; 1774 begonnen, 1788 noch in Betrieb gewesen, vor 1850 mit Grube Drei Königs-Zug vereinigt | Lage |
| Martins-Grube                          | Mühlbach                            | Quecksilber; 1778 begonnen, 1788 noch in Betrieb | Lage |
| Versuchsstollen Drei Mohren-Zug        | Mühlbach                            | Quecksilber; 1777 begonnen | Lage |
| Versuchsgrube Frischer Mut             | Föckelberg und Mühlbach             | Quecksilber; 1774 begonnen, 1807 mit Grube Drei Königs-Zug vereint | Lage |
| Grube St. Paulus-Zug                   | Mühlbach                            | Quecksilber; 1775 begonnen, 1788 in Betrieb | Lage |
| Grube Neue Hoffnung                    | Mühlbach                            | Quecksilber; 1779 begonnen, zwei kleine Stollen, nicht lange im Betrieb | Lage |
| Grube Herchenloch                      | Föckelberg                          | Quecksilber; 1773 begonnen, mehrere neue Schurfscheine bis 1786, d. h. die Grube war mehrmals kurzzeitig in Betrieb. | Lage |
| Grube Drei Weisen-Zug                  | Mühlbach                            | Quecksilber; einzelner Schurfstollen, begonnen 1775 | Lage |
| Grube Baron Friedrich                  | Föckelberg                          | Quecksilber; mehrere kleine Schurfstollen, vor 1788 beendet | Lage |
| Grube Josephs Kron                     | Föckelberg                          | Quecksilber; 1774 begonnen; zwei Stollen, vor 1788 beendet | Lage |
| Grube St. Christian                    | Föckelberg                          | Quecksilber; 1774 begonnen | Lage |
| Grube Vogelacker                       | Föckelberg                          | Quecksilber; 1774 begonnen, nach 1788 vereinigt mit der benachbarten Grube Antoni Hilfe | Lage |
| Grube Segen Gottes                     | Föckelberg                          | Quecksilber; 1774 begonnen, nur kurz in Betrieb | Lage |
| Grube Flacher Zug                      | Mühlbach                            | Quecksilber; 1779 begonnen, 1783 aufgegeben | Lage |
| Grube Carls Glück                      | Mühlbach                            | Quecksilber; 1776 begonnen, 1783 aufgegeben | Lage |
| Grube Johannes Segen                   | Mühlbach                            | Quecksilber; 1778 begonnen | Lage |
| Dorothea- und Philipps-Grube           | Föckelberg, Mühlbach und Rutsweiler | Quecksilber; 1778/79 begonnen | Lage |
| Grube St. Peters-Zug                   | Rutsweiler                          | Quecksilber; nur kurz in Betrieb, 1784 aufgegeben | Lage |
| Grube Maria Hilfe                      | Rutsweiler                          | Quecksilber; 1778 begonnen, 1786 aufgegeben | Lage |
| Grube Glück Auf                        | Rutsweiler                          | Quecksilber; auch Suppenschüssel genannt; vor 1779 begonnen | Lage |
| Stollen Birkenhübel                    | Rutsweiler                          | Quecksilber; 1782 begonnen, 1783 aufgegeben | Lage |
| Altenkopfer Schurfwerk                 | Theisbergstegen                     | Quecksilber;1782 begonnen | Lage |
| Grube Jakobsburg                       | Theisbergstegen                     | Quecksilber; 1775 begonnen | Lage |
| Grube Wildenburg                       | Theisbergstegen                     | Quecksilber; 1775 begonnen | Lage |
| Schurf Salzleck                        | Neunkirchen                         | Quecksilber; 1779 begonnen, zwei kurze Betriebszeiten | Lage |
| Grube Davids Kron                      | Föckelberg                          | Quecksilber; 1782 begonnen, mit Unterbrechungen bis 1860 in Betrieb, 1879 erneute Versuche, die erfolglos blieben | Lage |
| Sebastians-Grube                       | Föckelberg                          | Quecksilber; 1782 begonnen; mehrere kurze Betriebsphasen | Lage |
| Schurfwerk Pottaschhütte               | Föckelberg und Rutsweiler           | Quecksilber; 1780 begonnen | Lage |
| Schurfstollen Zahnsche Versuch         | Neunkirchen                         | Quecksilber; Schurfstollen, vor 1788 verfallen | Lage |
| Schurfstollen Jakobsburg               | Neunkirchen                         | Schurfstollen, vor 1788 aufgegeben | Lage |
| Schurfstollen Jakobs Segen             | Neunkirchen                         | Schurfstollen, vor 1788 aufgegeben | Lage |
| Wassersupper Versuch                   | Föckelberg                          | Schurfstollen, vor 1788 aufgegeben | Lage |
| Faulborner Versuchsstollen             | Föckelberg                          | Versuchsstollen, vor 1788 aufgegeben | Lage |

#### Schurfwerke auf dem Potzberg
In der Region um den Potzberg wurden im 18. Jahrhundert zahlreiche kleine Schurfgruben und Suchwerke auf Quecksilber-Erze betrieben, die anhand der Schurfscheine bekannt sind. Der Betrieb war jeweils nur von geringem Umfang, meist von kurzer Zeit und blieb oberflächennah.
| Objekt nach Walling | Lage |
| ------------------- | ---- |
| 141                 | Lage |
| 139                 | Lage |
| 140                 | Lage |
| 136                 | Lage |
| 137                 | Lage |
| 128                 | Lage |
| 124                 | Lage |
| 146                 | Lage |
| 144                 | Lage |
| 117                 | Lage |
| 145                 | Lage |
| 143                 | Lage |
| 142                 | Lage |
| 130                 | Lage |
| 128                 | Lage |
| 127                 | Lage |
| 147                 | Lage |
| 112                 | Lage |
| 115                 | Lage |
| 116                 | Lage |
| 133                 | Lage |
| 85                  | Lage |
| 135                 | Lage |
| 104                 | Lage |
| 105                 | Lage |
| 100                 | Lage |
| 84                  | Lage |
| 89                  | Lage |
| 77                  | Lage |
| 87                  | Lage |
| 81                  | Lage |
| 97                  | Lage |
| 75                  | Lage |
| 101                 | Lage |
| 80                  | Lage |
| 103                 | Lage |
| 93                  | Lage |
| 96                  | Lage |
| 106                 | Lage |
| 52                  | Lage |
| 113                 | Lage |
| 125                 | Lage |
| 119                 | Lage |
| 120                 | Lage |
| 118                 | Lage |
| 54                  | Lage |
| 64                  | Lage |
| 44                  | Lage |
| 59                  | Lage |
| 53                  | Lage |
| 46                  | Lage |
| ?                   | Lage |
| ?                   | Lage |
| 62                  | Lage |
| 55                  | Lage |
| ?                   | Lage |
| ?                   | Lage |
| 76                  | Lage |
| 69                  | Lage |
| 79                  | Lage |
| 86                  | Lage |
| 95                  | Lage |
| 94                  | Lage |
| 98                  | Lage |
| 83                  | Lage |
| 74                  | Lage |
| 71                  | Lage |
| 92                  | Lage |
| 51                  | Lage |
| 67                  | Lage |
| 61                  | Lage |
| 58                  | Lage |
| 49                  | Lage |
| 63                  | Lage |
| 66                  | Lage |

### Verbandsgemeinde Oberes Glantal
| Name                 | Stadt/Gemeinde | Bemerkung | Lage |
| -------------------- | -------------- | --- | ---- |
| Grube Alter Potzberg | Gimsbach       | Quecksilber, Schwefel, Eisenvitriol; älteste Grube im Potzberger Revier, begonnen in der ersten Hälfte des 18. Jahrhunderts, eventuell noch älter, die erste Betriebsphase endete 1747, in einem eigenen Vitriolwerk wurde Eisenvitriol erzeugt; die zweite Betriebsphase lief von 1767 bis 1793; viele Tagebaue und flache Stollen, keine tiefen Grubengebäude; in der modernen Literatur wird der Grube ein 1100 m langer Stollen zugeschrieben, weder in der Literatur aus damaliger Zeit, noch im Gelände lassen sich Belege für diesen Stollen finden. | Lage |

### Wolfstein und Nachbargemeinden
Die Wolfsteiner Gruben befanden sich mehrheitlich auf dem Territorium von Wolfstein im Landkreis Kusel sowie den unmittelbar benachbarten Gemeinden.
| Name                               | Stadt/Gemeinde | Bemerkung | Lage |
| ---------------------------------- | -------------- | --- | ---- |
| Kalkbergwerk am Königsberg         | Wolfstein      | Kalkstein; bis 1967, heute Besucherbergwerk | Lage |
| Schurfwerk (Eisen)                 | Wolfstein      | [ 112 ] | Lage |
| Aschbacher Grube                   | Wolfstein      | Baryt; begonnen Ende 18. oder frühes 19. Jahrhundert | Lage |
| Grube Christians Erzfreude         | Wolfstein      | Schachtpingen | Lage |
| Barytgrube                         | Wolfstein      | Baryt | Lage |
| Schurfstollen                      | Wolfstein      | Alter unbekannt | Lage |
| Schurfstollen                      | Wolfstein      | Alter unbekannt | Lage |
| Grube Pfälzer Mut                  | Wolfstein      | Quecksilber; Mitte des 18. Jahrhunderts unter dem Namen Grube Bruderhorn entstanden, ab 1773 Neubeginn unter dem Namen Pfälzer Muth; vorläufiges Betriebsende um 1800; in der Folge bis 1846 mehrfache Versuche und Aufwältigungen ohne Förderung; erneute Betriebsaufnahme 1879 unter dem Namen Grube Einheit (Mutung auf die Gruben Erzengel, Pfälzer Hoffnung und Pfälzer Mut), kurze Zeit darauf Betriebsende ohne erneute Förderung; 1937 wurden die Grubenbaue erneut geöffnet, diesmal mit dem Ziel, Eisenerze zu gewinnen, die bis 1941 gelaufenen Arbeiten blieben jedoch wegen der schlechten Erzqualität erfolglos. Grubengebäude mit drei Sohlen (Stand 1797): die obere war vor 1797 eröffnet, die mittlere wurde 18 m tiefer angelegt, mit einer Länge von 108 m, in 60 m Teufe befindet sich die untere Sohle mit einer Stollenlänge von 404 m, von der unteren Sohle wurde zudem ein Gesenk von 24 m Teufe abgeteuft. | Lage |
| Grube Christians Glück             | Wolfstein      | Quecksilber; vor 1750 begonnen, wenige Jahre später aufgegeben; vor 1774 neu gemutet und der Betrieb aufgenommen; 1776 mit Grube Theodors Erzlust vereinigt, baute auf drei Erzgänge mit einer Mächtigkeit von 16 bis 50 cm; auf der (oberen) 20-m-Sohle mit Theodors Erzlust verbunden; die zweite Sohle war in 68 m Teufe und 300 m lang; Jahresproduktion in den 1780er Jahren 47 Myriagramm (470 kg) reines Quecksilber; eigenes Laboratorium mit Ofen für 22 Retorten | Lage |
| Grube Theodors Erzlust             | Wolfstein      | Quecksilber; größte und bekannteste Grube bei Wolfstein; vor 1725 begonnen, wenige Jahre später wurde der Betrieb wieder eingestellt, ab 1748 erneuter Betrieb, 1776 Vereinigung und Durchschlag zur Grube Christians Glück; bis 1791 wurde der Elias-Stollen aufgefahren, der von den Gruben in Richtung Kerstendeicher Tal verlief; Erweiterung der Abbaufelder 1841; vorläufiges Betriebsende 1860; neue Mutung 1879, zusammen mit der Grube Gottelborn, die neue vereinigte Grube wird Grube Einheit genannt, es gab nur Untersuchungen und Aufwältigungen, jedoch keine Förderung; ab 1934 erneute Versuche, ebenfalls erfolglos; ein Pochwerk befand sich im Gewann Bocherig unterhalb der Grube, es wurde mit Wasser aus dem Laufhauser Weiher betrieben; unterhalb des Pochwerks war die Bergarbeitersiedlung Laufhausen, heute eine Wüstung. Für die damalige Zeit ein ungewöhnlich großes und tiefes Grubengebäude mit drei Sohlen: die obere in 20 m Teufe und 200 m Länge, die mittlere in 60 m Teufe und 400 m Länge, die untere in 136 m Teufe und 740 m lang; das Bergwerk besaß ein eigenes Laboratorium mit einem Retortenofen für 30 Retorten zur Gewinnung des metallischen Quecksilbers aus dem Erz vor Ort. | Lage |
| Grube Gottelborn                   | Wolfstein      | Quecksilber; 1774 begonnen, mit mehreren Unterbrechungen Betrieb bis in die 1780er Jahre; dann Vereinigung mit Grube Theodors Erzlust | Lage |
| Grube Winkelbach                   | Wolfstein      | Quecksilber; 1774 begonnen; weitere Stollen älter als 1774 auf diesem Grubenfeld | Lage |
| Versuchsstollen                    | Wolfstein      | [ 123 ] | Lage |
| Goldgrube                          | Wolfstein      | Quecksilber, Schwefel (Gold); auch Wasserschleifer genannt; 1778 auf Quecksilber begonnen, nach einiger Zeit eingestellt, 1787 Neubeginn, der nur kurz währte; ab 1800 wurde die Grube mit der Absicht, Gold aus dem Schwefeleisen-Erz zu gewinnen, wiedereröffnet, dies schlug fehl, und man versuchte, das Schwefeleisen zu verkaufen, 1806 endgültiges Betriebsende. | Lage |
| Stollen am Schulfraurech           | Wolfstein      | Schurfstollen, nicht lange betrieben, keine Förderung bekannt | Lage |
| Grube Tauchentaler Mutwerk         | Wolfstein      | Quecksilber; 1774 begonnen | Lage |
| Grube Pfälzer Hoffnung             | Wolfstein      | Quecksilber; vor 1773 erstmals aufgefahren, ab 1773 Neubeginn | Lage |
| Grube Hilfe Gottes                 | Wolfstein      | Quecksilber; Schurfwerk, 1775 begonnen, endete um 1787; erneuter Versuch 1879 als vereinigte Grube Eintracht (Gruben Erzengel, Pfälzer Hoffnung und Pfälzer Mut) | Lage |
| Carl Ludwigs Erzlust (St. Jakob)   | Wolfstein      | Quecksilber; 1775 begonnen, ab 1778 mit der benachbarten Grube St. Georg vereinigt, neuer Name Grube St. Jakob und St. Georg; in den 1780er Jahren bestand dann an gleichem Orte die neue Grube Carl Ludwigs Erzlust. | Lage |
| Carl Ludwigs Erzlust (St. Georg)   | Wolfstein      | Quecksilber; 1774 begonnen; weiteres siehe Grube St. Jakob | Lage |
| Stollen Erzengel                   | Wolfstein      | Quecksilber; Versuchsstollen 1774 begonnen; 1879 mit anderen an Grube Eintracht gegangen | Lage |
| Grube Johannes Ludovici            | Wolfstein      | Quecksilber; 1774 begonnen; auch Grube Gebück genannt; nur kurze Zeit in Betrieb, dann aufgegeben | Lage |
| Stollen (Grube Borndeller Versuch) | Wolfstein      | [ 133 ] | Lage |
| Grube Herrenpitz                   | Wolfstein      | Quecksilber; auch Neidhardtsches Werk genannt; 1774 begonnen, nur kurz in Betrieb; 1780 und 1787 zwei erneute Versuche, ohne Erfolg; aufgegeben in den 1790er Jahren | Lage |
| Grube Oberkindsbach                | Wolfstein      | Quecksilber; 1773 begonnen, bald wieder aufgegeben; 1775 und 1782 erneute Versuche, ohne Erfolg | Lage |
| Grube Bendelhecker Versuch         | Wolfstein      | Quecksilber; 1773 begonnen | Lage |

### Verbandsgemeinde Oberes Glantal
| Name                | Stadt/Gemeinde | Bemerkung                                                                                     | Lage       |
| ------------------- | -------------- | --------------------------------------------------------------------------------------------- | ---------- |
| Gruben bei Waldmohr | Waldmohr       | Eisen; Schachtpingen und Schlackereste aus römischer Zeit                                     | Lage (ca.) |
| Gruben bei Waldmohr | Waldmohr       | Eisen; etliche Schachtpingen und mehrere Eisenschlackehügel; römisch oder frühmittelalterlich | Lage (ca.) |
| Grube Nordfeld      | Waldmohr       | Steinkohle                                                                                    | Lage       |

### Verbandsgemeinde Lauterecken-Wolfstein
| Name                 | Stadt/Gemeinde               | Bemerkung | Lage |
| -------------------- | ---------------------------- | --------- | ---- |
| Grube bei Jettenbach | Jettenbach, auf dem Potzberg | Eisen     |      |